# Fernando Canestrelli
Fernando Canestrelli (Roma, 4 luglio 1898 – Roma, 8 maggio 1957) è stato un calciatore italiano, di ruolo attaccante.

## Carriera

### Giocatore

#### Club
Canestrelli inizia la sua carriera con la Fortitudo, squadra con cui disputa 43 gare e realizzò 19 gol nei campionati di Prima Divisione 1922-1923, 1923-1924, 1925-1926 e Divisione Nazionale 1926-1927. Nel 1927 passa alla neonata Roma, squadra formatasi in seguito alla fusione di Fortitudo, Roman e Alba, con la quale nel campionato di Divisione Nazionale 1927-1928 scende in campo in occasione della partita contro il Casale del 27 novembre, nella quale segna la rete del pareggio.

## Statistiche

### Presenze e reti nei club
Statistiche aggiornate al 31 dicembre 2014.
| Stagione         | Squadra          | Campionato       | Campionato | Campionato | Coppe nazionali | Coppe nazionali | Coppe nazionali | Coppe continentali | Coppe continentali | Coppe continentali | Altre coppe | Altre coppe | Altre coppe | Totale | Totale |
| Stagione         | Squadra          | Comp             | Pres       | Reti       | Comp            | Pres            | Reti            | Comp               | Pres               | Reti               | Comp        | Pres        | Reti        | Pres   | Reti   |
| ---------------- | ---------------- | ---------------- | ---------- | ---------- | --------------- | --------------- | --------------- | ------------------ | ------------------ | ------------------ | ----------- | ----------- | ----------- | ------ | ------ |
| 1922-1923        | Fortitudo        | PD               | ?          | ?          | -               | -               | -               | -                  | -                  | -                  | -           | -           | -           | ?      | ?      |
| 1923-1924        | Fortitudo        | PD               | ?          | ?          | -               | -               | -               | -                  | -                  | -                  | -           | -           | -           | ?      | ?      |
| 1924-1925        | Fortitudo        | PD               | ?          | ?          | -               | -               | -               | -                  | -                  | -                  | -           | -           | -           | ?      | ?      |
| 1925-1926        | Fortitudo        | PD               | ?          | ?          | -               | -               | -               | -                  | -                  | -                  | -           | -           | -           | ?      | ?      |
| 1926-1927        | Fortitudo        | DN               | ?          | ?          | -               | -               | -               | -                  | -                  | -                  | -           | -           | -           | ?      | ?      |
| Totale Fortitudo | Totale Fortitudo | Totale Fortitudo | 43         | 19         |                 | -               | -               |                    | -                  | -                  |             | -           | -           | 43     | 19     |
| 1927-1928        | Roma             | DN               | 1          | 1          | CC              | 0               | 0               | -                  | -                  | -                  | -           | -           | -           | 1      | 1      |
| Totale carriera  | Totale carriera  | Totale carriera  | 44         | 20         |                 | 0               | 0               |                    | -                  | -                  |             | -           | -           | 44     | 20     |

## Palmarès

### Giocatore

#### Club

##### Competizioni nazionali
- Coppa CONI: 1

Roma: 1928